# Susan Blu
Susan Blu (eigent. Susan Blupka; * 12. Juli 1948 in Saint Paul, Minnesota) ist eine US-amerikanische Synchronsprecherin, Synchronregisseurin und Filmschauspielerin.

## Leben
Susan Blu war ab den 1970er Jahren zunächst als Filmschauspielerin tätig. Ab 1980 wurde jedoch die Synchronisation von Zeichentrick-Produktionen ihr Haupterwerb. Ab 1990 wurde sie zunehmend als Synchronregisseurin im Zeichentrick tätig. Mit diesen Produktionen war sie zwölf Mal für den Daytime Emmy Award nominiert.

## Filmografie (Auswahl)

### Schauspielerin
- 1988: Freitag der 13. – Jason im Blutrausch (Friday the 13th Part VII: The New Blood)

### Synchronrollen

#### Filme
- 1986: Transformers – Der Kampf um Cybertron als Arcee

#### Serien
- 1985–1986: Paw Paws als Princess
- 1985–1988: Jem als Mary Phillips
- 1985–1987: Transformers als Arcee
- 1986: Ghostbusters als diverse
- 1986–1987: Foofur als Dolly
- 1987–1988: Bravestarr als diverse
- 1991: Toxic Crusaders als Mona
- 1992: Feivel der Mauswanderer & seine Freunde als Yasha
- 1993–1994: Madeline als diverse
- 1996–1998: Die fantastischen Abenteuer von Sinbad, dem Seefahrer als diverse
- 1997–1998: Zorro als diverse

### Synchronregisseurin
- 1987–1996: Teenage Mutant Hero Turtles
- 1990: The Wizard of Oz
- 1990: New Kids on the Block
- 1991: James Bond Jr.
- 1991: Die neuen Abenteuer des He-Man
- 1994–1996: Der Tick
- 1994–1997: Der Zauberschulbus
- 1996–1999: Transformers: Beast Wars
- 1997: Extreme Ghostbusters
- 1997–2001: Men in Black: Die Serie
- 1999: Starship Troopers
- 2000–2002: Max Steel
- 2000–2003: Clifford the Big Red Dog
- 2000–2005: Jackie Chan Adventures
- 2003–2008: Teenage Mutant Ninja Turtles
- 2004–2007: Maya & Miguel
- 2006–2010: Meister Mannys Werkzeugkiste
- 2006–2015: Coco – Der neugierige Affe
- 2010–2011: Transformers: Prime
- 2016–2018: Lost in Oz